# Sint-Eutropiuskerk
De Sint-Eutropiuskerk is de parochiekerk van de Belgische plaats Heule.
Op de plaats waar de huidige kerk staat, werd rond 1143 een eerste kerkje gebouwd.
Het was een romaans kerkje met een toren van 5 op 5 meter die in het midden stond. De eerste kerk was meer dan waarschijnlijk toegewijd aan de heilige Amandus van Gent. In 1295 stichtte Willem van Grysperre, een belangrijk leenman van de Heren van Heule, een kapelanij ter ere van de heilige Eutropius van Saintes, bisschopmartelaar van Saintes in Frankrijk. Die was hier min of meer bekend via bedevaarten naar het zuiden en zou later Amandus als patroonheilige verdringen.
In 1545 bouwde men een nieuwe toren en die staat er nu nog altijd. Hij is ongeveer 40 meter hoog en heeft een gotische stijl. Het schip van de kerk werd toen ook uitgebreid, want het kerkje was te klein geworden.
In 1782 werd de kerk een tweede maal vergroot, opnieuw omdat de bevolking aangroeide.
In 1944 werd de kerk tijdens een bombardement bijna volledig verwoest. Enkel de toren, die sinds 1937 beschermd was als monument, bleef gespaard. Meer dan 10 jaar werd de mis opgedragen in een schuur, als noodkerk ingericht, en behorende aan de familie Callewaert. De vernieuwde kerk, zoals hij er nu uitziet, werd op 9 april 1956 door de bisschop Emiel-Jozef De Smedt ingewijd.